# حلم (ألبوم)
حلم هو أول ألبومات المطربة اللبنانية كارول سماحة٬ صدر في عام 2003 وقد ٱحتوى الألبوم على ثمانية أغاني.حقق هذا الألبوم شهره كبيرة في الوطن العربي٬ فازت كارول بجائزة أفضل أغنية رومانسيه عن أغنية اتطلع فيي هيك ولقيت أغاني الألبوم نجاحا كبيرا بالعالم العربي.

## الأغاني
- حلم
- اديش
- كيف
- اتطلع فيي هيك
- راجع
- غريبة
- انا من دونك
- حبيب قلبي

صورت من الألبوم اغنيتين هم:
- حبيب قلبي (2003)
- اتطلع فيي هيك (2004)